# Oligodon jintakunei
Oligodon jintakunei är en ormart som beskrevs av Pauwels, Wallach, David och Chanhome 2002. Oligodon jintakunei ingår i släktet Oligodon och familjen snokar. Inga underarter finns listade i Catalogue of Life.
Denna orm är känd från ett exemplar som hittades i regionen Krabi i Thailand på Malackahalvön. Växtligheten för fyndplatsen dokumenterades inte men i regionen förekommer mycket skog och nära släktingar lever i skogar. Honor lägger antagligen ägg.
En del av skogarna i området omvandlas till odlingsmark för oljepalmer. Inget är känt om populationens storlek. IUCN kategoriserar arten globalt som otillräckligt studerad.